# 圣胡安卡皮斯特拉诺 (加利福尼亚州)
圣胡安 - 卡皮斯特拉诺（英語：San Juan Capistrano）是美国加利福尼亚州橘郡下属的一座城市。建市于1961年4月19日，面积大约为14.12平方英里（36.6平方公里）。根据2010年美国人口普查，该市有人口34,593人。